# Crkva sv. Josipa u Nerežišćima
Crkva sv. Josipa nalazi se u Nerežišćima na Brač.

## Opis dobra
Crkva sv. Josipa smještena je na jugoistoku sklopa Defilippis. Barokna četvrtasta lađa pokrivena je križnim svodovima, a uz nju je izduženo svetište. Crkva je jedinstven primjer baroknog graditeljstva 18. st.

## Zaštita
Sa sklopom kuća Defilippis pod istom je oznakom Z-5598 zavedena kao nepokretno kulturno dobro - pojedinačno, pravna statusa zaštićena kulturnog dobra, klasificirano kao "sakralna graditeljska baština".

## Vanjske poveznice
|  | Zajednički poslužitelj ima još gradiva o temi Crkva sv. Josipa u Nerežišćima |